# Gate of the Orient
Gate of the Orient (chinesisch 東方之門, Pinyin Dōngfāng Zhīmén – „Tor zum Osten“) ist mit 302 Metern und 68 Etagen derzeit der zweithöchste Wolkenkratzer in Suzhou. Das Gebäude markiert das östliche Ende der Ost-West-Achse von Suzhou am Ufer des Jinji-Sees.

## Baugeschichte
Baubeginn war 2004, die volle Höhe wurde 2012 erreicht, Fertigstellung war 2016. Die Baukosten des Gebäudes im Stadtbezirk Wuzhong belaufen sich auf 700 Millionen US-Dollar. Entworfen wurde das Gebäude vom britischen Architekturbüro RMJM (Robert Matthew Johnson Marshall), das 1956 von den Architekten Robert Matthew und Stirrat Johnson-Marshall in Edinburgh, Schottland gegründet wurde.

## Kritik
Da das Gebäude angeblich wie eine Hose aussieht, ist es Gegenstand von umfangreicher Kritik und Spott.